# Catania
Catania (sicilijansko in italijansko [kaˈtaːnja], starogrško Κατάνη, latinsko Catana/Catina) je drugo največje mesto na Siciliji za Palermom in med desetimi največjimi mesti v Italiji. Leži na vzhodni obali Sicilije, gleda na Jonsko morje in je glavno mesto regije z 58 občinami, znane kot Metropolitansko mesto Catania, ki je sedmo največje metropolitansko mesto v Italiji, katerega prebivalstvo šteje kar 1,1 milijona ljudi, medtem ko je prebivalcev samega mesta le dobrih 310.000.
Catanio so v 8. stoletju pred našim štetjem ustanovili halkidijski Grki. Mesto je bilo skoraj popolnoma uničeno v katastrofalnem potresu leta 1169.
Vendar je bila do 14. stoletja in do obdobja renesanse Catania eno najpomembnejših italijanskih kulturnih, umetniških in političnih središč. Tu je bila prva sicilska univerza, ustanovljena leta 1434. V mestu so živeli ali ga obiskali nekateri najslavnejši italijanski umetniki in pisatelji, med drugim skladatelja Vincenzo Bellini in Giovanni Pacini ter pisatelji Giovanni Verga, Luigi Capuana, Federico De Roberto in Nino Martoglio.
Mesto je bilo večkrat opustošeno zaradi vulkanskih izbruhov z bližnje gore Etne, med katerimi je bil najbolj silovit leta 1669 in je leta 1693 utrpelo še en hudo potres.
Catania je danes industrijsko, logistično in trgovsko središče Sicilije. Letališče Catania-Fontanarossa je največje v južni Italiji.
Vendar pa je znana tudi po svoji zgodovini, kulturi, arhitekturi in gastronomiji. Odsek mesta, znan kot staro mestno jedro, vsebuje nekaj najbolj presenetljivih primerov baročne arhitekture v Italiji in je na Unescovem seznamu svetovne dediščine.

## Etimologija
Starodavno avtohtono prebivalstvo Sikuli je svoje vasi poimenovalo po geografskih značilnostih njihove lege. Sicilska beseda katane pomeni 'velik nož za odstranjevanje kože, mesto za odstranjevanje kože' ali 'surovo orodje, primerno za rezanje'. Drugi prevodi imena so 'surove dežele', 'neravna tla', 'ostri kamni' ali 'robustna ali groba tla'. Slednje etimologije so zlahka upravičljive, saj je bilo mesto že stoletja po izbruhu vedno obnovljeno znotraj svoje pokrajine črne lave.
Okoli leta 263 pred našim štetjem je bilo mesto poimenovano Catĭna (latinsko: [ˈkatɪna]) in Catăna (latinsko: [ˈkatana]; starogrško: Κατάνη [katánɛː]). Prvo se je uporabljalo predvsem zaradi domnevne asonance z catina, latinska feminizacija imena catinus. Catinus ima dva pomena: 'zaliv ali kotlina' in 'skleda, posoda ali korito', zahvaljujoč značilni topografiji mesta.
Okoli 900, ko je bila Catania del Sicilskega emirata, je bila v arabščini znana kot Balad al-fīl (بلد الفيل) in Madīnat al-fīl (مدينة الفيل), kar pomeni 'vas (ali država) slona' in 'Mesto slona'. Slon je skulptura lave nad vodnjakom na Piazza Duomo: najverjetneje prazgodovinska skulptura, ki je bila predelana v bizantinski dobi, se zdi, da je talisman, ki je bil na videz dovolj močan, da je mesto zaščitil pred sovražniki in preprečil nesrečo, kuge ali naravne nesreče. Drugi arabski toponim je bil Qaṭāniyyah (قطانية), domnevno iz arabske besede za 'stročnice'. Stročnice, kot so leča, fižol, grah in bob, so v glavnem gojili v ravninah okoli mesta že pred prihodom Aghlabidov. Potem so številni arabski agronomi razvili te pridelke in nasade citrusov v okolici mesta. Toponim Wādī Mūsá (وادي موسى) ali 'Mojzesova dolina' (iz arabskega imena reke Simeto) je bil redko uporabljen.

## Geografija
Catania leži na vzhodni obali otoka Sicilije, ob vznožju gore Etna.
Kot je opazil Strabon, je bila lokacija Catanie ob vznožju gore Etna hkrati prekletstvo in blagoslov. Po eni strani so siloviti izlivi vulkana skozi zgodovino uničili velike dele mesta, po drugi strani pa vulkanski pepel daje plodna tla, še posebej primerna za rast trte. (Strab. Vi. Str. 269)
Pod mestom tečeta dve podzemni reki; Amenano, ki je na eni sami točki južno od Piazza Duomo, in Longane (ali Lognina).

### Podnebje
Podtip  Köppnove podnebne klasifikacije za to podnebje je "Csa" (sredozemsko podnebje). Ima vroča poletja, eno najbolj vročih v celotni Italiji (značilna skoraj vsak mesec). Temperature 40 ° C skoraj vsako leto presežemo nekajkrat.
Zime so blage s hladnimi nočmi (ne redki vrhovi okoli 20 ° C). Večina padavin je skoncentriranih od oktobra do marca, pozna pomlad in poletje pa ostaneta skoraj suhi (v nekaterih letih dežja ni 3-4 mesecev). Mesto prejema približno 500 milimetrov dežja na leto, čeprav se količina lahko iz leta v leto zelo razlikuje (najbolj mokro nad 1200 milimetrov, najbolj suho pod 250 milimetri).
V zimskih nočeh lahko najnižja temperatura občasno pade pod 0 ° C. Najvišje temperature pod 10 ° C se lahko zgodijo pozimi. Sneg je zaradi prisotnosti Etne, ki mesto varuje pred severnimi vetrovi, redek pojav, vendar so v zadnjih letih opazili občasne snežne vetrove, zlasti v hribovitih okrožjih, močnejših v severnem zaledju. V zadnjem času so se rahle snežne padavine zgodile 9. februarja 2015, 6. januarja 2017 in 5. januarja 2019, zadnje močne snežne padavine pa segajo do 17. decembra 1988.

## Demografija
Januarja 2015 je v Catanii prebivalo 315 601 prebivalcev, od tega 47,2 % moških in 52,8 % žensk. Mladoletniki (mlajši od 18 let) so v primerjavi z upokojenci, ki štejejo 18,87 odstotka, znašali 20,50 odstotka prebivalstva. To je primerljivo z italijanskim povprečjem 18,06 odstotka (mladoletniki) in 19,94 odstotka (upokojenci).
Povprečna starost prebivalcev Catanie je 41 let v primerjavi z italijanskim povprečjem 42 let. V petih letih med letoma 2002 in 2007 se je število prebivalcev Catanije zmanjšalo za 3,35 odstotka, medtem ko je Italija kot celota zrasla za 3,85 odstotka. Razlog za to upadanje števila prebivalcev v občini Catania je predvsem posledica velikega dela prebivalstva, ki je zapustilo središče mesta, da bi odšlo živeti v stanovanjska območja Metropolitanskega mesta. Kot rezultat tega, medtem ko število prebivalcev v občini Catania upada, se prebivalstvo občin v zaledju povečuje, s čimer se povečuje celotno prebivalstvo metropolitanskega območja.

## Zgodovina

### Ustanovitev
Okoli leta 729 pred našim štetjem so starodavno vas Katane zasedli halkidijski grški naseljenci iz bližnjega Naxosa ob obali. Postala je halkidska kolonija Katánē pod vodstvom Euarhosa in domače prebivalstvo je bilo hitro helenizirano.
Tukidid navaja, da je nastal nekoliko pozneje kot Leontini (sodobni Lentini), za katerega trdi, da je bil pet let po Sirakuzah ali 730 pr. n. št.
Akropola naselja je bila na hribu Monte Vergine, obrambnem griču takoj zahodno od sedanjega mestnega jedra. Zdi se, da je bilo pristanišče Catania v starih časih zelo obiskovano in je bilo glavno mesto izvoza koruze iz bogatih sosednjih ravnic.

### Grška Catania
V starih časih je bila Catania povezana z legendo o Amfinomosu in Anapiji, ki sta ob velikem izbruhu Etne zapustila vse svoje premoženje in na svojih plečih odpeljala ostarele starše. Sam tok lave naj bi se ločil in tekel vstran, da jim ne bi škodoval. V njuno čast so postavili kipe, kraj njihovega pokopa pa je bil znan kot Campus Piorum; Catanci so celo predstavili like mladih na svojih kovancih, legenda pa je postala priljubljena tema aluzij in deklamacij med latinskimi pesniki, od katerih sta se Lucilij in Klavdijan precej na dolgo ukvarjala z njo.
Catania je bila rojstno mesto filozofa in zakonodajalca Haronda (konec 6. stoletja pr. n. št.), ki je tam uvedel svoje slavne zakone. Njegova zakonodaja je bila razširjena tudi na druga halkidska mesta, ne samo na Siciliji, temveč tudi na Magno Graecijo, pa tudi na njegovo državo. Očitno je, da je bila Catania v tem času v tesnih odnosih s temi drugimi mesti.
V njem sta prebivala pesnika Ibik in Stesihor (ok. 630–555 pr. n. št.), ki sta bila pokopana v veličastnem grobu pred enimi vrati, od tod tudi ime Porta Stesichoreia. Tudi Ksenofan (ok. 570–475 pr. n. št.), eden od ustanoviteljev eleatske filozofske šole, je zadnja leta svojega življenja preživel v mestu, tako da je bilo v zgodnjem obdobju očitno kraj za gojenje in izpopolnitev.
Zdi se, da je Catania svojo neodvisnost ohranila do vladavine despota Hierona Sirakuškega, nato pa je leta 476 pred našim štetjem izgnal vse prvotne prebivalce Catanie in jih nadomestil s tistimi, ki jim je vladal v Leontiniju - naj bi jih bilo najmanj 10.000, ki ga delno sestavljajo Sirakužani in Peloponežani. Hkrati je mestu spremenil ime v Αἴτνη (Aítnē, Aetna ali Ætna, po bližnji gori Etna in se razglasil za Oekista ali ustanovitelja novega mesta. Za to ga je proslavil Pindar in po njegovi smrti prejel junaške časti državljanov njegove nove kolonije.
Nekaj let po Hieronovi smrti in izgonu Trasibula so Sirakužani skupaj z Ducecijem, kraljem Sikulov, pregnali novonaseljene prebivalce Catanie, ki so se nato naselili v trdnjavi Inessa (kateri so dali ime Aetna). Stari halkidijski državljani so bili v mesto vrnjeni leta 461 pred našim štetjem.
Zdi se, da je obdobje, ki je sledilo, zelo pomembno za razcvet Catanie, pa tudi za sicilijanska mesta na splošno.
V peloponeški vojni med veliko atensko ekspedicijo na Sicilijo leta 415 pred našim štetjem Catanci sprva niso hoteli sprejeti Atencev v svoje mesto, potem ko so ti prisilili vstop, pa so bili prisiljeni spoštovati zavezništvo svojih napadalcev po slavnem govoru, ki bi ga imel Alkibiad pred skupščino. Catania je v prvem letu odprave postala sedež atenske vojske in osnova njihovih nadaljnjih operacij proti Sirakuzam.  Po porazu Atenčanov je bil odprt napad na Sirakuze, vendar jih je Kartažanska invazija na Sicilijo leta 409 pr. n. št. rešila. 
Toda leta 403 pred našim štetjem je mesto padlo v oblast Dionizija I. Sirakuškega, ki je mesto oropal in državljane prodal kot sužnje, nato pa ga naselil s kampanjskimi plačanci. Ti pa so leta 396 pred našim štetjem nehali delati in se upokojili v Aetno, ko se je približal veliki kartažanski pohod pod Himilcom in Magom. Po veliki pomorski bitki pri Catanii (397 pr. n. št.), ki se je bila pred Catanio in v kateri je slednja premagala Leptine iz Sirakuz, je mesto padlo v roke Kartažanov.
Kalip, morilec tirana Diona Sirakuškega, je nekaj časa držal Catanio (Plut. Dion. 58); in ko je Timoleon pristal na Siciliji leta 344 pr. n. št., je bila Catania podrejena despotu Mamerku, ki se je sprva pridružil korintskemu voditelju, in kasneje zamenjal to zvestobo Kartažanom. Posledica tega je bila, da ga je Timoleon napadel in leta 338 pr. n. št. pregnal.
Catania je bila zdaj ponovno svobodna in je še naprej ohranjala svojo neodvisnost; med vojnami tirana Agatokla Sirakuškega od leta 311 pr.n.št. s Kartažani se je nekoč postavila na prvo stran, drugič na drugo; in ko je kralj Pir Epirski leta 278 pred našim štetjem pristal na Siciliji, mu je Catania prva odprla vrata in ga sprejela z velikim sijajem.
Prvi uvod plesa ob flavti je bil pripisan tudi Andronu, državljanu Catanie. [38]

### Rimska vladavina
V prvi punski vojni je bila Catania eno prvih mest na Siciliji, ki se je podredila Rimski republiki po svojih prvih uspehih leta 263 pr. n. št., ko jo je prevzel Valerij Messalla. Sončna ura, ki je bila postavljena v Comitium v Rimu, je bila del plena. Od takrat je mesto postalo civitas decumana tj. moralo je plačati desetino svojega kmetijskega dohodka kot davek Rimu. Osvajalec Sirakuz, konzul Mark Klavdij Marcell, je tu zgradil gimnazij.
Zdi se, da je tudi v nadaljevanju mesto ohranjalo prijateljske odnose z Rimom in čeprav ni uživalo prednosti konfederacijskega mesta (foederata civitas), kot sosednji Tauromenium (sodobna Taormina) in Messana (sodobna Messina), se je pod rimsko oblastjo razcvetelo.
Okoli leta 135 pred našim štetjem so Catanio med prvo suženjsko vojno osvojili uporniški sužnji.
Eden najresnejših izbruhov Etne se je zgodil leta 121 pred našim štetjem, ko so velik del Catanie preplavili potoki lave, vroč pepel pa je v samem mestu padal v takih količinah, da so se strehe hiš porušile. Posledično je bila Catana 10 let oproščena svojih običajnih prispevkov rimski državi. Večji del širokega pasu ravnine na jugozahodu Catanie (danes se imenuje Piana di Catania, zelo rodovitno okrožje) je v starih časih pripadal Leontiniju ali Centuripi (sodobni Centuripe), toda del od tod med samo Catanio in ustjem Simeta pa je bilo priključen Catanii in je zagotovo ponudil obilne zaloge žita.
Cicero ga večkrat omenja kot premožno in cvetoče mesto v njegovem času; ohranil je starodavne občinske ustanove, njegov glavni magister je nosil naslov Proagorus in zdi se, da je bilo eno glavnih pristanišč na Siciliji za izvoz koruze.
V sicilskem uporu iz leta 44 pr. n. št. je Sekst Pompej za svojo bazo izbral Sicilijo, Catania pa je popustila Sekstovemu uporu in se pridružila njegovim silam. Sekst je v svojem oporišču v Messani zbral mogočno vojsko in veliko floto vojaških ladij, iz vil patricijev se je pridružilo veliko sužnjev. Po Avgustovi zmagi leta 36 pred našim štetjem je bila večina prostranih kmetijskih zemljišč na Siciliji uničena ali pa je ostala prazna, večina te zemlje pa je bila zavzeta in razdeljena pripadnikom legij, ki so se tam borile. Catania je hudo trpela zaradi pustošenja, a je bila nato eno od mest, ki jih je Avgust povišal na status kolonije, ki je svojo blaginjo obnovila z naseljevanjem veteranov, tako da je bilo v Strabonovih časih eno redkih mest na otoku, ki je cvetelo.
Še en upor, ki ga je vodil gladiator Selur leta 35 pred našim štetjem, je za nekaj časa ustvaril zmedo.
Rimski akvadukt Catania je bil največji na rimski Siciliji, dolg 24 km, od izvirov Santa Maria di Licodia.
V celotnem obdobju Rimskega cesarstva je mesto ohranilo svoj kolonialni ugled in svojo blaginjo; tako da v 4. stoletju Ausonij v svojem Ordo Nobilium Urbium med mesti na Siciliji opiše samo Catanio in Sirakuze.

### Srednji vek
Catanio so leta 440–441 opustošili Gajzerikovi Vandali. Po obdobju pod Ostrogoti jo je leta 535 osvojilo Bizantinsko cesarstvo, pod katerim je (razen krajšega obdobja 550–555) ostalo do 9. stoletja. V njej je bil sedež bizantinskega guvernerja otoka.
Catania je bila pod islamskim Sicilskim emiratom od leta 875 do leta 1072, ko je padla pod Normane Rogerja I.. Kasneje je mestu vladal škof-grof. V letih 1194–1197 so mesto opustošili germanski vojaki po osvojitvi otoka s strani cesarja Henrika VI. Leta 1232 se je mesto uprlo njegovemu sinu Frideriku II., ki je pozneje zgradil ogromen grad Castello Ursino in tudi Catanio postavil za kraljevo mesto ter s tem končal prevlado škofov. Catania je bila eno glavnih središč upora imenovanega Sicilske večernice (1282) proti Anžujcem in je bila sedež kronanja novega aragonskega kralja Sicilije Petra I.sicilskega. V 14. stoletju je dobila pomen, ko je bila izbrana kot parlament in kraljevi sedež. Tu je bila leta 1347 podpisana mirovna pogodba, s katero se je končala dolga večerniška vojna med Aragonci in Anžujci. Catania je izgubila svojo glavno vlogo, ko je bila v začetku 15. stoletja Sicilija spremenjena v članico Aragonske krone in je v obdobju od 1282 do 1410 ohranila svojo avtonomijo in prvotne privilegije.
Leta 1434 je kralj Alfonz V. tukaj ustanovil Siciliae Studium Generale, najstarejšo univerzo na otoku.

### Zgodnje sodobno obdobje
Z združitvijo Kastilije in Aragonije (začetek 16. stoletja ) je Sicilija postala del španskega cesarstva. Leta 1516 in 1647 se je uprl tuji vladi.
Leta 1669 je v okolici mesta zaradi izbruha Etne leta 1669 nastala velika materialna škoda. Mesto samo je v veliki meri rešilo njegovo obzidje, ki je večino lave preusmerilo v pristanišče. Potem je bilo leta 1693 mesto močno uničeno zaradi močnega potresa in popotresnih sunkov. Mesto je bilo nato obnovljeno v baročni arhitekturi, ki ga danes zaznamuje.

### Združena Italije
Catania je bila v začetku 19. stoletja ena od predhodnic gibanja za sicilsko avtonomijo.
Leta 1860 je Pohod tisočih Giuseppa Garibaldija za Piemont iz Kraljevine dveh Sicilij osvojila Sicilijo. Od naslednjega leta je bila Catania del na novo združene Italije, katere zgodovino si deli od takrat.
Med drugo svetovno vojno so zavezniške zračne sile močno bombardirale Catanio zaradi prisotnosti dveh glavnih letališč osi na Siciliji (Gerbini in Fontanarossa) ter strateško pomembnega pristanišča in ranžirne postaje. Skupaj je mesto utrpelo sedeminosemdeset zračnih napadov. Najtežje se je zgodilo spomladi in poleti 1943, pred in med invazijo zaveznikov na Sicilijo; mestu so povzročili veliko škodo (med drugim je bilo poškodovanih osemindvajset cerkva in večina zgodovinskih palač), pobili so 750 prebivalcev in večino prebivalstva spodbudili k begu na podeželje. Po težkih bojih čez vzhodno Sicilijo je britanska 8. armada 5. avgusta 1943 zajela Catanio.
Po konfliktu in ustavi Italijanske republike (1946) je Catania poskušala dohiteti gospodarski in družbeni razvoj bogatejših severnih italijanskih regij. Težave, s katerimi se soočajo v Catanii, so bile značilne za težave v drugih mestih v Mezzogiornu in sicer velika vrzel v industrijskem razvoju in infrastrukturi ter grožnja mafije. Kljub temu je v 1960-ih (in deloma v 1990-ih) Catania uživala razvoj in obdobje gospodarskega, družbenega in kulturnega uspeha. V prvem desetletju 21. stoletja se je gospodarski in družbeni razvoj Catanie nekoliko upočasnil in mesto se ponovno sooča z gospodarsko in socialno stagnacijo. To je poslabšala gospodarska kriza, ki jo je leta 2008 zapustila uprava Forza Italia župana Scapagninija.

## Upravne enote

### Metropolitansko mesto
Metropolitansko mesto Catania je bilo ustanovljeno leta 2015 in je nadomestilo nekdanjo pokrajino Catania. Vključuje samo mesto in 57 občin (občin). Prebivalstvo metropolitanskega mesta šteje 1.107.702. 

### Metropolitansko območje
Metropolitansko območje Catania vključuje občino Catania (311.584 prebivalcev) in 26 okoliških občin, ki tvorijo mestni pas (498.650 prebivalcev). Skupno prebivalstvo metropolitanskega območja Catania je torej 810.234. Skupnost metropolitanskega območja so:
- Aci Bonaccorsi
- Aci Castello
- Aci Catena
- Aci Sant'Antonio
- Acireale
- Belpasso
- Biancavilla
- Camporotondo Etneo
- Catania
- Gravina di Catania
- Mascalucia
- Misterbianco
- Motta Sant'Anastasia
- Nicolosi
- Paternò
- Pedara
- Ragalna
- San Giovanni la Punta
- San Gregorio di Catania
- San Pietro Clarenza
- Sant'Agata li Battiati
- Santa Maria di Licodia
- Santa Venerina
- Trecastagni
- Tremestieri Etneo
- Valverde
- Viagrande
- Zafferana Etnea

Te občine (comuni)  tvorijo sistem s središčem Catania, ki si deli ekonomsko in socialno življenje ter ustvarja organsko urbano strukturo.

### Mesto
Mesto Catania (občina Catania) je razdeljeno na šest upravnih območij, imenovanih volilne enote. Trenutna administrativna nastavitev je bila vzpostavljena leta 2013 in je spremenila prejšnje postavitve iz let 1971, 1978 in 1995.
Šest enot je:
1. Centro storico
2. Picanello-Ognina/Barriera-Canalicchio
3. Borgo-Sanzio
4. San Giovanni Galermo-Trappeto-Cibali
5. Monte Po-Nesima/San Leone-Rapisardi
6. San Giorgio-Librino/San Giuseppe La Rena-Zia Lisa-Villaggio Sant'Agata

## Letališče
Letališče Fontanarossa je šesto v Italiji po številu potnikov.

## Mednarodne povezave
Catania je pobratena z:
- Grenoble, Francija, od 1961
- Phoenix, Arizona, ZDA, od 2001
- Ottawa, Kanada, od 2002
- okraj Oświęcim, Poljska, od 2010
- Oxford, Anglija, UK, od 2012
- Borgo Maggiore, San Marino, od 2015
- Kaliningrad, Rusija, od 2017
- Aleksandrija, Egipt, od 2019

## Znamenitosti
Simbol mesta je u Liotru ali Fontana dell'Elefante, ki jo je leta 1736 oblikoval Giovanni Battista Vaccarini. Prikazuje starodavnega kamnitega slona, na vrhu pa je egipčanski obelisk iz Asuana Legenda pravi, da je bil Vaccarinijev prvotni slon kastrat, kar so moški iz Catanie jemali kot žalitev svoje moškosti. Da bi jih pomiril, je Vaccarini na prvotni kip primerno pritrdil slonove testise.
Sicilsko ime u Liotru je fonetična sprememba Heliodora, plemiča, ki je po neuspešnih poskusih postati škof mesta, postal čarovnik in je bil zato obsojen na grmado. Legenda pravi, da je bil Heliodor Catainski sam kipar slona iz lave in da ga je na svojih fantastičnih potovanjih od Catanie do Konstantinopla jahal. [58] Druga legenda pravi, da se je Heliodor lahko preobrazil v slona.
Prisotnost slona v tisočletni zgodovini Catanie je zagotovo povezana z zooarheologijo in priljubljenimi verovanji. V prazgodovinski favni Sicilije iz zgornjega paleolitika so bili pritlikavi sloni. Paleontolog Othenio Abel je menil, da je lahko prisotnost pritlikavih slonov na Siciliji izvor legende o Kiklopu. Stari Grki so, potem ko so našli lobanje pritlikavih slonov, približno dvakrat večje od človeške lobanje, z veliko osrednjo nosno votlino (zamenjano za veliko enojno vdolbino), domnevali, da gre za lobanje velikanov z enim samim očesom.
Catanijski muzej mineralogije, paleontologije in vulkanologije ima v nepogrešljivem stanju celostno nepokopano okostje elephas falconeri. Prvi prebivalci Etne so oblikovali tak lavin artefakt, da bi malikovali mitskega Proboscidea.

### Antične stavbe
Mesto je lava v pisni zgodovini požgala skupaj sedemnajstkrat, v plasteh pod današnjim mestom sta najprej rimsko mesto in pod njim grško mesto. Številni starodavni spomeniki rimskega mesta so bili uničeni v številnih potresih. Trenutno je v središču mesta mogoče videti in obiskati različne starodavne ostanke kot del arheološkega parka (Parco Archeologico Greco-Romano di Catania).
Antične stavbe so:
- Grško-rimsko gledališče v Catanii (2. stoletje)
- Odeon (3. stoletje). V njem je lahko do 1500 gledalcev
- Amfiteater v Catanii
- Grška akropola Montevergine
- Rimski akvadukt
- Rimski forum
- Rimske polomljene arkade
- Krščanske bazilike, hipogej, nagrobniki in katakombe
- Rimska kolonada

### Rimske termalne stavbe
- Ahilove kopeli
- Terme dell’Address
- Kopališče Santa Maria Odigitria
- Terme della Rotonda
- Terme Palazzo Asmundo
- Kopališče univerzitetne palače
- Kopališče Casa Gagliano
- Kopališče cerkve Sant'Antonio Abate

- Cerkev svetega Frančiška Asiškega podpira jamo grško-rimskega gledališča.
- Odeon.
- Rimski amfiteater.
- Rimske terme Santa Maria dell'Indirizzo.

### Baročne in zgodovinske cerkve
Baročno mestno jedro Catanie je na Unescovem seznamu svetovne dediščine:
- Stolnica v Catanii (1070–1093, obnovljena po potresu 1693)
- Samostan svete Agate (1620)
- Sveti Placid (1769)
- Cerkev San Giuseppe al Duomo
- Cerkev Santissimo Sacramento al Duomo
- Cerkev San Martino dei Bianchi
- Cerkev Sant'Agata la Vetere (254)
- Cerkev svetega zapora ali svete Agate pri zaporu (Santo Carcere ali Sant'Agata al Carcere) (1760). Ta tempelj vključuje starodavni zapor, kjer naj bi bila sveta Agata zaprta med svojim mučeništvom.
- Sveti Frančišek Asiški pri Brezmadežni (1329). V njej so še vedno posmrtni ostanki kraljice Eleonore Sicilske, ki je odločila in spodbujala gradnjo glavne frančiškanske zgradbe v Catanii na istem mestu nekoč rimskega Minervinega templja.
- Sveti Benedikt Nursijski (1704–1713)
- Badìa Grande in Badìa Piccola iz samostana benediktinskih redovnic
- Basilica della Collegiata, pomemben primer sicilskega baroka, katerega fasado je zasnoval Stefano Ittar
- Benediktinski samostan San Nicolò l'Arena (1558)
- in druge

### Drugo
- Castello Ursino, ki ga je v 13. stoletju zgradil cesar Friderik II.
- Palača slonov, ki jo je zasnoval Giovan Battista Vaccarini. V njem je Mestna hiša.
- palača Biscari
- palača Tezzano
- Vrata Uzeda
- Srednjeveški gotsko-katalonski slavolok sv. Janeza od bratov (San Giovanni de 'Fleres)
- Ferdinandejska vrata ali Garibaldijeva vrata (Porta Ferdinandea ali Porta Garibaldi), slavolok, postavljen leta 1768 za praznovanje poroke Ferdinanda I. dveh Sicilij in Marie Caroline Avstrijske
- Porta del Fortino
- Teatro Massimo Bellini
- Gledališče Sangiorgi
- Palazzo Rosa
- Frigeri Shop (ali "Frigeri Palace")
- Casa del Mutilato, zgrajena v fašistični arhitekturi
- Vojno pokopališče Catania, pokopališče Commonwealtha v južnem podeželskem zaselku Bicocca
- Palazzo delle Poste
- Bellinijev vrt ali vila Bellini
- Catanijski botanični vrt
- Pacini Garden ali Villa Pacini
- Gioeni Park

- Santa Maria dell'Aiuto
- San Benedetto da Norcia
- San Francesco Borgia
- Grad Ursino
- Palazzo delle Poste
- Trgovina Frigeri

## Gospodarstvo
Catania je prvo gospodarsko in industrijsko središče Sicilije. Mesto slovi predvsem po petrokemični industriji in pridobivanju žvepla. Leta 2000 je bila po podatkih popisa Catania 14. najbogatejše mesto v Italiji z BDP 6,6 milijarde ameriških dolarjev (6,304 milijarde EUR), kar je 0,54 % italijanskega BDP, BDP na prebivalca 21 000 ameriških dolarjev 20.100 EUR) in povprečni BDP na zaposlenega 69.000 USD (66.100 EUR).
Konec 19. in v začetku 20. stoletja se je Catania začela močno industrializirati s številnimi tovarnami in dimniki, pogosto do te mere, da so jo imenovali Manchester v južni Italiji. Gospodarstvo Catanie je močno trpelo zaradi slabih učinkov 1. svetovne vojne, zaznamovala pa ga je gospodarska kriza in recesija, ki je dosegla vrhunec v 1920-ih. Od takrat je mesto izgubilo svoj industrijski in podjetniški pomen. Catania je ostala majhno ribiško mesto z zapuščeno industrijo. Po uničenju druge svetovne vojne pa je gospodarstvo Catanie v poznih 1950-ih in zgodnjih 1960-ih začelo ponovno rasti. Dejansko je bila gospodarska rast mesta tako hitra in dinamična, da je bil pogost vzdevek južni Milano ali v italijanščini Milano del Sud. Ta hitra gospodarska rast je spodbudila veliko število Sicilcev, ki živijo na bolj podeželskih območjih ali manjših mestih, kot so Enna, Ragusa in Caltanissetta, da so se preseliti v mesto, da bi poiskal novo službo.
Danes ima Catania kljub številnim težavam eno najbolj dinamičnih gospodarstev v celotni južni Italiji. Še vedno ima močan industrijski in kmetijski sektor ter hitro rastočo turistično industrijo, saj številni mednarodni obiskovalci obiščejo glavne znamenitosti mesta in bližnji vulkan Etna. Vsebuje sedež ali pomembne pisarne podjetij, kot je STMicroelectronics, ter več kemičnih in farmacevtskih podjetij. Za nadaljnje spodbujanje gospodarstva Catanije je prišlo več novih poslovnih dogodkov, med drugim tudi gradnja Etnapolisa , velikega nakupovalnega središča, ki ga je zasnoval Massimiliano Fuksas, isti arhitekt, ki je zasnoval industrijski sejem FieraMilano v Milanu ali dolino Etne , kjer je več visokotehnoloških pisarn.
Turizem je v Catanii hitro rastoča panoga. V zadnjem času so uprava in zasebna podjetja večkrat investirala v gostinstvo, da bi turizem postala konkurenčen sektor v Metropolitan Cityju. Etnaland, velik zabaviščni in vodni park v Belpassu, v metropolitanskem območju Catanie, 12 kilometrov od središča mesta, je največji v južni Italiji in privablja na tisoče turistov, ne samo s Sicilije, tudi iz preostale Italije: po podatkih Tripadvisor (2018) je to tretji vodni park v Evropi.

## Kultura
Skladatelj oper Vincenzo Bellini se je rodil v Catanii, v njegovem rojstnem kraju obstaja muzej. Po skladatelju je poimenovan Teatro Massimo Vincenzo Bellini, ki se je odprl leta 1890. Operna hiša skozi sezono predstavlja različne opere, ki trajajo od decembra do maja, med katerimi so številne Bellinijeve.
Giovanni Verga se je rodil v Catanii leta 1840. Postal je največji pisatelj Verismo, italijanskega literarnega gibanja, podobnega naturalizmu. Njegovi romani opisujejo življenje nižjih slojev sicilske družbe, kot so ribiči in kamnoseki, in so bili napisani v mešanici literarnega jezika in lokalnega narečja. Francesco Longo Mancini je bil slikar, znan po slikah aktov, ki se je rodil leta 1880 v Catanii.
Zavetnica mesta je sveta Agata, ki jo vsako leto 5. februarja praznujejo z verskim praznovanjem, praznikom svete Agate.
Mesto je baza časopisa La Sicilia in televizijske postaje Antenna Sicilia, znane tudi kot Sicilia Channel. Številni drugi lokalni televizijski kanali in revije s prostim tiskom imajo svoj sedež v Catanii.
V mestu domuje Jazz festival Catania, ki običajno poteka več zimskih mesecev s koncerti na različnih lokacijah. Konec 1980-ih in v 1990-ih je imela Catania iskrivo in edinstveno popularno glasbeno sceno. Nastale so neodvisne pop in indie rock skupine, lokalna radijska postaja in dinamične neodvisne glasbene založbe. Kot rezultat, je v teh letih mesto doživelo vitalno in šumeče kulturno obdobje. Iz tega kulturnega okolja so prišli umetniki, kot sta Carmen Consoli in Mario Venuti ter mednarodno znane indie rock skupine, kot je Uzeda.

## Kuhinja
Hrana je pomemben del Catanijske kulture in načina življenja. Lokalna kuhinja poudarja več lastnosti siciliske, hkrati pa razvija nekatere svoje.
Ulična hrana je eden najboljših načinov, kako doživeti tradicionalne jedi. Arancini so morda najbolj znani v mestu: to so polnjene riževe kroglice, prevlečene s krušnimi drobtinami in ocvrte; v Catanii so v obliki stožca, ki spominja na goro Etno. Tipične mesne specialitete so cipollina (listnato testo s nadevom iz čebule, paradižnika in pršuta), bolognese (majhna pica, prelita s paradižnikom, mocarelo, pršutom in kuhanim jajcem ter prekrita z listnatim testom), crispelle (globoko ocvrte kroglice iz testa z ricotto ali polnjenje s sardoni.)
Med uličnimi sejmi in verskimi prazniki na uličnih stojnicah prodajajo calia e simenza (popečeno čičeriko in bučna semena). Značilni za stare ulične trge so sangeli (kuhana svinjska kri), quarumi  (svinjska drobovina), zuzzu (svinjski aspik), mauru (užitne morske alge) in surovi morski sadeži. Konjsko meso je zelo tradicionalno in ga prodajajo v trgovinah, imenovanih arrusti e mancia ('praži ga in jej'), ki meso pečejo na uličnih žarih.
Tipične jedi iz Catanie so poleg ulične hrane: pasta alla Norma (testenine z ocvrtimi jajčevci, paradižnikovo omako in sirom salata ricotta), ki jih je po istoimenski operi poimenoval Vincenzo Bellini; pasta cco niuru (testenine v sipinem črnilu), maccu (pire iz fava fižola), bastaddi affucati ali brocculi affucati (dušena cvetača ali brokoli), caponata (dušena zelenjava) in scacciata (pita, napolnjena s sirom tuma), ki je tradicionalna v božičnem času.
Catania je znana tudi po pasticcerii (pecivo in kolači). Pecivo se razlikuje glede na sezono in sezonske dogodke: med praznikom svete Agate, zavetnice mesta, obstajajo cassatelle (majhne kasate) in olivette (mandljeva pasta v obliki olive). Na veliko noč obstajajo aceddi ccu l'ovu (kuhana jajca, prekrita s piškoti). Poleti je granita. Med Festa dei morti (tradicionalna praznovanja Vernih duš) obstajajo piškoti, imenovani ossi di mortu, rame di Napoli in nsuddi.
Kioski s pijačami so povsod v mestu in strežejo brezalkoholne pijače. Tradicionalne brezalkoholne pijače so narejene iz mešanja sadnih sirupov s sodo in drugimi okusi, kot je anisette.
Lokalni izdelki vključujejo krvne pomaranče, pistacije iz Bronteja, ekstra deviško oljčno olje, kaktusovo sadje, češnje, grozdje iz Mazzarroneja, jagode iz Maletta, gobe, med in vino.